# 安全地帯XII
『安全地帯XII』（あんぜんちたいトゥウェルブ）は、日本のロックバンドである安全地帯の12枚目のオリジナル・アルバム。
2011年9月14日にユニバーサルミュージックジャパンからリリースされた。前作『安全地帯XI ☆Starts☆「またね…。」』（2010年）よりおよそ1年4ヶ月振りにリリースされた作品であり、作詞および作曲はほぼ全曲玉置浩二が担当、プロデューサーは玉置および末崎正展が担当している。
「清く 正しく 美しく」をコンセプトに日本人としての美徳や無償の愛、また戦争と平和をテーマとした究極のラブソングアルバムを目指して制作された。レゲエからバラードまで幅広いジャンルの音楽性で構成されている。
本作からは先行シングルとしてBSフジP&Gパンテーンドラマスペシャル『フォルティッシモ―また逢う日のために―』（2011年）主題歌として使用された「結界」がシングルカットされた。両A面であった玉置のソロ楽曲のセルフカバーとなる「田園」は、次作の『安全地帯XIII JUNK』（2011年）に収録されている。本作はオリコンアルバムチャートにおいて最高位第10位となった。

## 背景
前作『安全地帯XI ☆Starts☆「またね…。」』（2010年）をリリースし完全復活を遂げた安全地帯は、同年5月15日の北上市文化交流センター さくらホール 大ホールから10月24日のシンガポール・インドア・スタジアムまで「安全地帯 "完全復活"コンサートツアー 2010 ～Starts & Hits ～ 「またね…。」」と題したコンサートツアーを35都市全39公演で開催。
また2009年末頃より玉置はタレントの青田典子との結婚を前提とした交際を開始した。5月には日本テレビ系情報番組『情報ライブ ミヤネ屋』（2006年 - ）において青田が芸能界入りする以前に一時期交際期間があった事を述べ、今回は復縁であった事を公表した。その後7月16日に玉置は青田と結婚した事を発表した。
8月11日には玉置が作詞および作曲を担当しプロデュースを安全地帯が手掛け、TBS系金曜ドラマ『うぬぼれ刑事』（2010年）の主題歌として使用されたTOKIOのシングル「NaNaNa (太陽なんていらねぇ)」がリリースされる。12月4日に放送されたフジテレビ系音楽番組『2010 FNS歌謡祭』において、玉置はTOKIOと同曲で共演する予定であったが、放送開始30分前に玉置が体調不良を理由に出演を断ったため、TOKIOは単独で出演する事となった。
2011年3月11日には東日本大震災が発生、宮城県を中心とした東北地方並びに関東地方まで最大震度7の地震による揺れを観測、その後最大遡上高40.1mにも上る巨大な津波が発生し、東北地方と関東地方の太平洋沿岸部に壊滅的な被害が発生した。さらに同日には福島第一原子力発電所事故が発生し、日本国政府は福島第一原発から半径20キロ圏内を警戒区域、20キロ以遠の放射線量の高い地域を「計画的避難区域」として避難対象地域に指定し、10万人以上の住民が避難した。この事態を受けて玉置は6月24日に地元である旭川にて復興支援ミニライブを敢行、妻となった青田と共に登場しギター弾き語りで「ワインレッドの心」、「田園」などを歌唱した。

## 楽曲と音楽性
本作は玉置の意向により、「清く 正しく 美しく」という日本古来からの精神に則り、「究極の"ラブソング"アルバム」を目指して制作された。玉置は本作によって学校の授業では学べない「無償の愛」を音楽を通じて伝えたいと述べ、また安全地帯（平和）というバンド名を背負って「愛のために戦っていきます」と宣言を行っている。ライナーノーツには各楽曲に関して以下の通りに記述されている。
1. 「ムダな汗 清く 正しく 美しく ～星たち～ 結界 ～ゼロ～」
ライナーノーツにおいて本曲は映画の始まりの様であると述べ、本作を安全地帯の金字塔であるとした[15]。
2. 「R-『★』指定」
仮タイトルは「R」であり、「R」のイメージから作詞された[15]。安全地帯メンバーは旭川でのアマチュア時代に予定表に練習を意味する「R」と記入していた事もあり当時全盛期であったイーグルスやドゥービー・ブラザーズへの対抗心が歌詞の一部に表現された[15]。また『★』の意味は指定がない、みんな自由であるとの意味で名付けられた[15]。
3. 「STEP!～李秀賢（イ・スヒョン）26年の生涯に捧ぐ～」
元々は「ムダな汗」という仮タイトルであった[15]。「見返りを求めない愛」をテーマに作詞していた玉置が、ある時点で新大久保駅乗客転落事故にて死去した韓国人留学生であるイ・スヒョンの事を思い出し、詞のテーマが決定された[15]。詞の完成後に玉置はイ・スヒョンの奨学会を訪問し、遺族の了承を得ている[15]。同曲には韓国のラッパーであるThe Quiett（英語版）が参加している[15]。
4. 「～昭和ビリケツ物語～ビリケツxケチャップ」
冒頭のドラマ部分は玉置の6枚目のソロアルバム『JUNK LAND』（1997年）に収録されていたテレフォン・ショッピングのパロディーの発展形である[16]。冒頭の人物の語りは全て玉置のアドリブであり、歌だけでは表現できない部分を補完する目的で収録された[16]。タイトルの「ビリケツ」は特攻隊、「ケチャップ」はアメリカを表しており、戦争をテーマにした曲となっている[16]。
5. 「MANGO」
本作制作中に玉置は頻繁にマンゴーを食しており、マンゴーを題材とした作詞を検討していた[16]。本曲の没バージョンには野球を題材とした「広島カープ編」が存在する[16]。
6. 「～ブラスバンド～なにもないイス」
玉置の3枚目のソロアルバム『カリント工場の煙突の上に』（1993年）の収録曲である「カリント工場の煙突の上に」の続編となる曲であり、同曲において題材となった玉置の幼少期に川で溺死した近所の幼児の事を再度取り上げた曲である[16]。
7. 「いつもいつまでも」
ライナーノーツを執筆しているS.Yによれば「いい意味で空気を変えてくれる。絶妙なバランス感覚でアルバムに化学変化を起こしている」という楽曲であり、玉置は「こういうのが大事なんだよ～」と述べていたという[16]。
8. 「ラッタッタ」
タイトルの意味は不明となっているが、S.Yは「ラッタッタの部分は、おそらく世界中の子供から老人まで誰もが口ずさむができる言葉とメロディーではないだろうか」と述べている[17]。
9. 「なかなかベイビー」
玉置の愛犬であるティーカッププードルのチェリーを題材とした楽曲[17]。ライナーノーツには玉置夫妻がティーカッププードルを飼っている女性に出会った際に、「私もティーカップヌードル飼ってるのよ」「ティーカップヌードルかわいいわね」など「ティーカッププードル」を「ティーカップヌードル」と何度も言い間違えていた逸話が記載されている[17]。
10. 「～絵本～無力の剣」
S.Yは冒頭の絵本の朗読に関して「玉置氏のストーリーテラーとしての才能も垣間見ることができる」と述べた他、タイトルの「無力の剣」については「玉置氏のダンディズムを感じる」と述べている[17]。また、最後のフレーズである「あとどれくらい飛べるだろ」という箇所については残りの人生に対する生き方をリスナーに投げかけた「玉置氏の愛のメッセージ」であるとS.Yは述べている[17]。
11. 「本気モード」
本曲についてS.Yは「渇ききった都会の街とアフリカの大地、地球のウラ側で営まれているドラマは一つにつながっていて、みんな本気で生きている」と述べた上で、「今日を行きぬくために大切なことは…」と疑問を投げかけている[17]。
12. 「結界」
タイトルには「境界をつくる」という意味ではなく、「垣根を取っ払い、みんなで一つになる」という意味が込められている[18]。元々は軽井沢に居住していた時期に制作された曲であり、完成版よりテンポも遅くポップではない作品であった[18]。後に玉置は「この曲は大化けした」と述べている[18]。本作からの先行シングルであり29枚目のシングルとしてリリースされた。詳細は「結界」を参照。
13. 「清く 正しく 美しく」
本作収録曲の中で最後に制作された楽曲[18]。本来であれば本作に収録される予定の曲が他に2曲あったが、急遽玉置の意向により一夜で本曲が制作された[18]。音楽情報サイト『BARKS』では本曲を「ボレロのリズムを基調にして静かに始まり、徐々に盛り上がってくる壮大なバラード・ナンバーであるが、一途にして強力なメッセージを湛えた重厚な作品である」と表現している[19]。

## リリース、プロモーション、チャート成績
本作リリースの告知は2011年4月22日以降にWeb媒体にて行われ、同時に全国ツアー開催の告知も行われた。告知の中で当初は「愛の戦友」、「SOS」という収録曲が発表されていたが、本作には未収録となった。その後「SOS」はセルフカバー・アルバム『The Ballad House〜Just Old Fashioned Love Songs〜』（2012年）に収録され、「愛の戦友」は30枚目のシングルとしてリリースされた。
先行シングルとして8月24日にリリースされた「結界」は、7月18日に着うたおよび着うたフルにて先行配信された。同時期に制作されたミュージック・ビデオでは玉置が初監督を務めた他、玉置の妻である青田典子が「玉置工子（たまきのりこ）」名義で出演している。また「結界」が主題歌として使用された9月24日放送のBSフジテレビドラマ『フォルティッシモ―また逢う日のために―』に玉置が出演し、6年振りのテレビドラマ出演となった。
9月11日には新宿東口にあるユニカビジョンにて、玉置が監督した「清く 正しく 美しく」のミュージック・ビデオが世界初公開された。撮影は安全地帯の出身地である旭川にて行われ、冒頭では玉置による反戦と平和のメッセージが発信された。9月14日にはユニバーサルミュージックジャパンよりコンパクトディスクにて本作がリリースされた。初回限定盤として、シングル「結界」のミュージック・ビデオおよびメイキング映像を収録したDVDが付属した2枚組でリリースされた。
本作はオリコンアルバムチャートにおいて最高位第10位の登場週数6回となり、売り上げ枚数は0.8万枚となった。本作の売り上げ枚数は1988年以降の安全地帯のアルバム売上ランキングにおいて第14位となった。2022年および2023年に実施されたねとらぼ調査隊による安全地帯のアルバム人気ランキングではともに第13位となった。
2012年11月7日には限定版としてSHM-CDにて再リリースされた他、2017年11月22日にはデビュー35周年を記念して紙ジャケット、SHM-CDにて再リリースされた。2022年11月3日にはアナログレコードの普及を目的とした東洋化成によるイベント「レコードの日 2022」の開催に伴い、本作を含む安全地帯のアルバム5作品が初レコード化された。

## ツアー
本作を受けてのコンサートツアー「コンサートツアー2011 " 田園～結界"」は、同年9月17日の南足柄市文化会館から12月18日の旭川市民文化会館 まで26都市全30公演に及んで開催された。
ツアー初日には1曲目に「田園」が演奏された他、本作収録曲を中心に演奏されたが「悲しみにさよなら」（1985年）や「好きさ」（1986年）、「じれったい」（1987年）等のヒット曲や玉置のソロ曲もファーストシングル「All I Do」（1987年）を始めとして数曲演奏され、安全地帯のライブで玉置のソロ曲が初めて演奏される事となった。中盤に演奏された『安全地帯VII〜夢の都』（1990年）の収録曲「プラトニック>DANCE」では玉置もドラムセットに座り、田中裕二とのツインドラムにて演奏された。終盤には『安全地帯V』（1986年）収録曲の「燃えつきるまで」、『安全地帯XI ☆Starts☆「またね…。」』（2010年）収録曲の「蒼いバラ」が演奏された。

## 批評
| 専門評論家によるレビュー | 専門評論家によるレビュー |
| レビュー・スコア         | レビュー・スコア         |
| 出典                     | 評価                     |
| ------------------------ | ------------------------ |
| CDジャーナル             | 肯定的                   |
| TOWER RECORDS ONLINE     | 肯定的                   |

批評家たちからは本作の音楽性や歌詞に対して肯定的な意見が挙げられている。音楽情報サイト『CDジャーナル』では、当時スキャンダルが話題となっていた玉置に対して、「ワイドショー的な話題でなく、本来はその音楽性で騒がれていい」と玉置の才能を評価し、作品中で同じバンドとは思えない程「静と動」の振れ幅が大きいと指摘した上で「奔放で多彩な一枚」と本作を評価、さらに「MANGO」における「全部愛だ」という歌詞に「懐の大きさを感じる」と肯定的に評価した上で「彼らの第2期黄金期の到来ともいえる充実作」と称賛した。また再発盤では「清く 正しく 美しく」などを代表とした素直な言葉に玉置の人間性と音楽性が露わになるとした上で「今一度聴き直したい名盤」と絶賛した。音楽情報サイト『TOWER RECORDS ONLINE』では「第2期黄金期の到来を予感させる出来ばえ」と称賛した他、ライターの久保田泰平は様々な題材の曲が収録されている事に関して「いま歌いたいことを躊躇なく＜清く 正しく 美しく＞編んでみせた」と指摘、さらに本作の「本気モード」を前にすると前作がご挨拶程度であったのではないかと絶賛した。

## 収録曲

### CD
- CDブックレットに記載されたクレジットを参照[38]。

| #         | タイトル                                                                  | 作詞      | 作曲             | 編曲      | 時間  |
| --------- | ------------------------------------------------------------------------- | --------- | ---------------- | --------- | ----- |
| 1.        | 「ムダな汗（Instrumental）」(清く 正しく 美しく ～星たち～ 結界 ～ゼロ～) | 玉置浩二  | 玉置浩二         | 安全地帯  | 1:28  |
| 2.        | 「R-『★』指定」                                                           | 玉置浩二  | 玉置浩二         | 安全地帯  | 4:48  |
| 3.        | 「STEP!」(～李秀賢（イ・スヒョン）26年の生涯に捧ぐ～)                     | 玉置浩二  | 玉置浩二、矢萩渉 | 安全地帯  | 4:43  |
| 4.        | 「ビリケツxケチャップ」(～昭和ビリケツ物語～)                             | 玉置浩二  | 玉置浩二         | 安全地帯  | 7:07  |
| 5.        | 「MANGO」                                                                 | 玉置浩二  | 玉置浩二         | 安全地帯  | 4:59  |
| 6.        | 「なにもないイス」(～ブラスバンド～)                                      | 玉置浩二  | 玉置浩二         | 安全地帯  | 5:52  |
| 7.        | 「いつもいつまでも」                                                      | 玉置浩二  | 玉置浩二         | 安全地帯  | 0:15  |
| 8.        | 「ラッタッタ」                                                            | 玉置浩二  | 玉置浩二         | 安全地帯  | 3:50  |
| 9.        | 「なかなかベイビー」                                                      | 玉置浩二  | 玉置浩二         | 安全地帯  | 4:03  |
| 10.       | 「無力の剣」(～絵本～)                                                    | 玉置浩二  | 玉置浩二、矢萩渉 | 安全地帯  | 6:50  |
| 11.       | 「本気モード」                                                            | 玉置浩二  | 玉置浩二         | 安全地帯  | 3:25  |
| 12.       | 「結界」                                                                  | 玉置浩二  | 玉置浩二         | 安全地帯  | 5:29  |
| 13.       | 「清く 正しく 美しく」                                                    | 玉置浩二  | 玉置浩二         | 安全地帯  | 9:46  |
| 合計時間: | 合計時間:                                                                 | 合計時間: | 合計時間:        | 合計時間: | 62:35 |

### DVD
1. 「結界」 (MUSIC VIDEO)
2. 「MUSIC VIDEO MAKING」

### LP
| #         | タイトル                                                                  | 作詞      | 作曲             | 編曲      | 時間  |
| --------- | ------------------------------------------------------------------------- | --------- | ---------------- | --------- | ----- |
| 1.        | 「ムダな汗（Instrumental）」(清く 正しく 美しく ～星たち～ 結界 ～ゼロ～) | 玉置浩二  | 玉置浩二         | 安全地帯  | 1:28  |
| 2.        | 「R-『★』指定」                                                           | 玉置浩二  | 玉置浩二         | 安全地帯  | 4:48  |
| 3.        | 「STEP!」(～李秀賢（イ・スヒョン）26年の生涯に捧ぐ～)                     | 玉置浩二  | 玉置浩二、矢萩渉 | 安全地帯  | 4:43  |
| 4.        | 「ビリケツxケチャップ」(～昭和ビリケツ物語～)                             | 玉置浩二  | 玉置浩二         | 安全地帯  | 7:07  |
| 5.        | 「MANGO」                                                                 | 玉置浩二  | 玉置浩二         | 安全地帯  | 5:00  |
| 合計時間: | 合計時間:                                                                 | 合計時間: | 合計時間:        | 合計時間: | 23:06 |

| #         | タイトル                             | 作詞      | 作曲      | 編曲      | 時間 |
| --------- | ------------------------------------ | --------- | --------- | --------- | ---- |
| 1.        | 「なにもないイス」(～ブラスバンド～) | 玉置浩二  | 玉置浩二  | 安全地帯  | 5:52 |
| 2.        | 「いつもいつまでも」                 | 玉置浩二  | 玉置浩二  | 安全地帯  | 0:15 |
| 3.        | 「ラッタッタ」                       | 玉置浩二  | 玉置浩二  | 安全地帯  | 3:50 |
| 合計時間: | 合計時間:                            | 合計時間: | 合計時間: | 合計時間: | 9:57 |

| #         | タイトル               | 作詞      | 作曲             | 編曲      | 時間  |
| --------- | ---------------------- | --------- | ---------------- | --------- | ----- |
| 1.        | 「なかなかベイビー」   | 玉置浩二  | 玉置浩二         | 安全地帯  | 4:03  |
| 2.        | 「無力の剣」(～絵本～) | 玉置浩二  | 玉置浩二、矢萩渉 | 安全地帯  | 6:50  |
| 3.        | 「本気モード」         | 玉置浩二  | 玉置浩二         | 安全地帯  | 3:25  |
| 合計時間: | 合計時間:              | 合計時間: | 合計時間:        | 合計時間: | 14:18 |

| #         | タイトル               | 作詞      | 作曲      | 編曲      | 時間  |
| --------- | ---------------------- | --------- | --------- | --------- | ----- |
| 1.        | 「結界」               | 玉置浩二  | 玉置浩二  | 安全地帯  | 5:29  |
| 2.        | 「清く 正しく 美しく」 | 玉置浩二  | 玉置浩二  | 安全地帯  | 9:46  |
| 合計時間: | 合計時間:              | 合計時間: | 合計時間: | 合計時間: | 15:15 |

## スタッフ・クレジット
- CDブックレットに記載されたクレジットを参照[39]。

### 安全地帯
- 玉置浩二 – ボーカル
- 矢萩渉 – ギター、ベーシック・トラック・アレンジ
- 武沢侑昂 – ギター、ベーシック・トラック・アレンジ、ストリングス・アレンジ
- 六土開正 – ベース、ピアノ
- 田中裕二 – ドラムス

### 参加ミュージシャン
- Yoshi "Tears" M – ボーカル・ディレクション（13曲目）
- 松井 "toshi808" 寿成 – プログラミング、キーボード、コーラス、スポークン・サウンド
- 玉置工子 – コーラス、スポークン・サウンド
- 山下昭和 – ブルースハープ、コーラス
- The Quiett（英語版） from Korea – ラップ（3曲目）
- 佐野聡 – トロンボーン、トランペット、フルート、ハーモニカ、リコーダー
- 唐沢洋子ストリングス – ストリングス・セクション
- キタミん合唱団 – コーラス
- Candy Lady – コーラス
- MANGO軍団 – コーラス
- ラッタッタ軍団 – コーラス
- 清正美軍団 – コーラス

### 録音スタッフ
- 玉置浩二 – プロデューサー
- 末崎正展（USMジャパン） – プロデューサー、A&Rプロデューサー
- 松井寿成 – ディレクター
- 山下昭和 – マネージャー
- 石井由里（USMジャパン） – エグゼクティブ・プロデューサー
- 加藤久典（USMジャパン） – ゼネラルマネージャー
- 藤野成喜（ユニバーサル・ミュージック） – マスタリング・エンジニア
- 山内克利 – サウンド・メーキング・コーパレーター
- 柴田和也（伊豆スタジオ） – サウンド・メーキング・コーパレーター
- 関谷典子（フェイス・ミュージック） – サウンド・メーキング・コーパレーター
- 平賀裕二（サウンドクルー） – サウンド・メーキング・コーパレーター

### 美術スタッフ
- 西村恭平 (Balloon Design) – アート・ディレクター、デザイナー
- 須藤秀之 – 写真撮影
- 横田勝広 (Daisy) – スタイリスト
- 宮内直人 (SUGAR) – ヘアー&メイク・アップ
- 山崎眞衣 (SUGAR) – ヘアー&メイク・アップ
- 伊熊美砂 (SUGAR) – ヘアー&メイク・アップ
- 宮本仁美（ユニバーサルミュージック） – アートワーク・コーディネーター

### 制作スタッフ
- 高野泰博（USMジャパン） – メディア・プロモーター
- 松岡祐子（USMジャパン） – メディア・プロモーター
- 石角隆行（六角堂） – メディア・プロモーター
- 水谷省吾（アットマン） – メディア・プロモーター
- 北村勝（USMジャパン） – ウェブ・プロモーター
- 内田有香（USMジャパン） – ウェブ・プロモーター
- 橋本佳美（USMジャパン） – A&Rアシスタント
- 山根裕子（USMジャパン） – A&Rデスク
- 高橋浩嗣（ユニバーサルミュージック） – セールス・プロモーター
- 宮崎耕（ユニバーサルミュージック） – セールス・プロモーター

## チャート
| チャート         | 最高順位 | 登場週数 | 売上数 | 出典  |
| ---------------- | -------- | -------- | ------ | ----- |
| 日本（オリコン） | 10位     | 6回      | -      | [ 2 ] |

## リリース日一覧
| No. | 日付           | レーベル | 規格         | 規格品番  | 備考                             | 出典          |
| --- | -------------- | -------- | ------------ | --------- | -------------------------------- | ------------- |
| 1   | 2011年9月14日  | UMJ      | CD+DVD       | UICZ-9046 | 初回限定盤、DVD付属              | [ 26 ] [ 1 ]  |
| 2   | 2011年9月14日  | UMJ      | CD           | UICZ-4244 | 通常盤                           | [ 26 ] [ 40 ] |
| 3   | 2011年9月14日  | UMJ      | AAC-LC       | -         | デジタル・ダウンロード           | [ 41 ]        |
| 4   | 2011年9月14日  | UMJ      | ロスレスFLAC | -         | デジタル・ダウンロード           | [ 42 ]        |
| 5   | 2012年11月7日  | UMJ      | SHM-CD       | UPCY-9247 | 期間限定生産スペシャルプライス盤 | [ 43 ] [ 44 ] |
| 6   | 2017年11月22日 | UMJ      | SHM-CD       | UPCY-9716 | 紙ジャケット仕様                 | [ 36 ] [ 45 ] |
| 7   | 2022年11月3日  | UMJ      | 2枚組LP      | UPJY-9232 | 初LP化                           | [ 46 ]        |